# Futuro (álbum)
Futuro es el primer disco de estudio del grupo de Heavy metal español Azrael, lanzado al mercado en el año 1998 por Locomotive Music. El disco alterna canciones en castellano y en inglés.

## Contenido del disco
- Traición
- Entre la espada y la pared
- Inevitable fin
- Run on the wind
- Desilusión
- Seventh heaven
- Nostradamus
- Innocence
- La sombra

- Datos: Q5871960